# Rubus hanceanus
Rubus hanceanus är en rosväxtart som beskrevs av Carl Ernst Otto Kuntze. Rubus hanceanus ingår i släktet rubusar, och familjen rosväxter. Inga underarter finns listade i Catalogue of Life.